# کره‌های سنگی کاستاریکا
کره‌های سنگی کاستاریکا بیش از ۳۰۰ پتروسفر در کاستاریکا، در دلتا دی‌کیس و در جزیره دل کانیو هستند. در محلی، این‌ها به نام (اسپانیایی: bolas de piedra)  نیز شناخته می‌شوند. این کره‌ها معمولاً به فرهنگ منقرض شده دی‌کیس نسبت داده می‌شوند و گاهی به آن‌ها کره‌های دی‌کیس نیز گفته می‌شود. این‌ها مشهورترین مجسمه‌های سنگی در منطقه ایسمو-کلمبیا هستند.